# Geografia Mikronezji

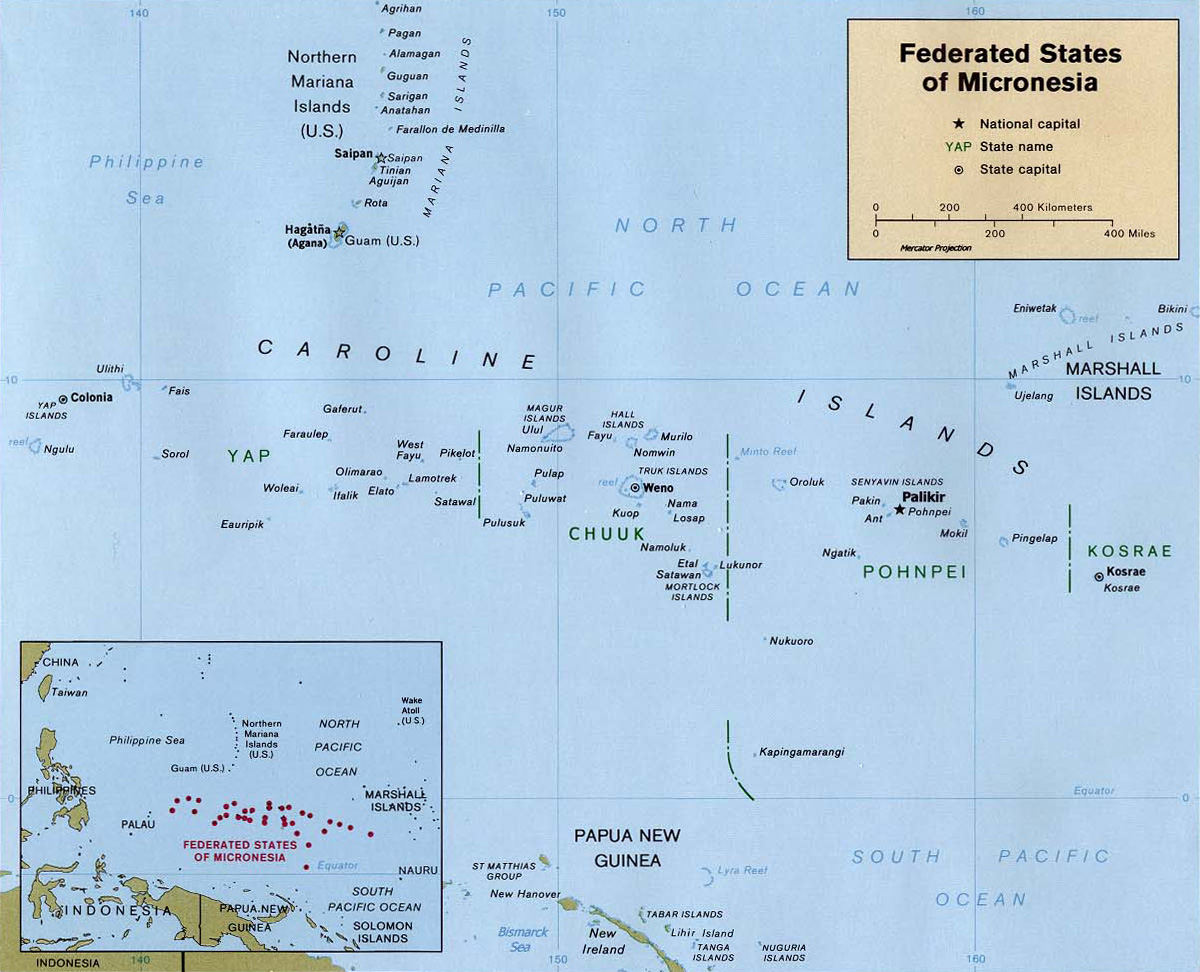
Mapa Mikronezji

Mikronezja jest państwem wyspiarskim składającym się z 607 wysp rozciągających się na 2 900 km wzdłuż archipelagu Karolinów na wschód od Filipin. Cztery grupy wysp składowych to: Yap, Chuuk (do stycznia 1990 Truk), Pohnpei (do listopada 1984 Ponape) oraz Kosrae. Stolicą państwa jest Palikir leżący na Pohnpei. Głównymi bogactwami naturalnymi są lasy, produkty pochodzenia morskiego, minerały wydobywane z dużych głębokości.

## Powierzchnia i skrajne punkty

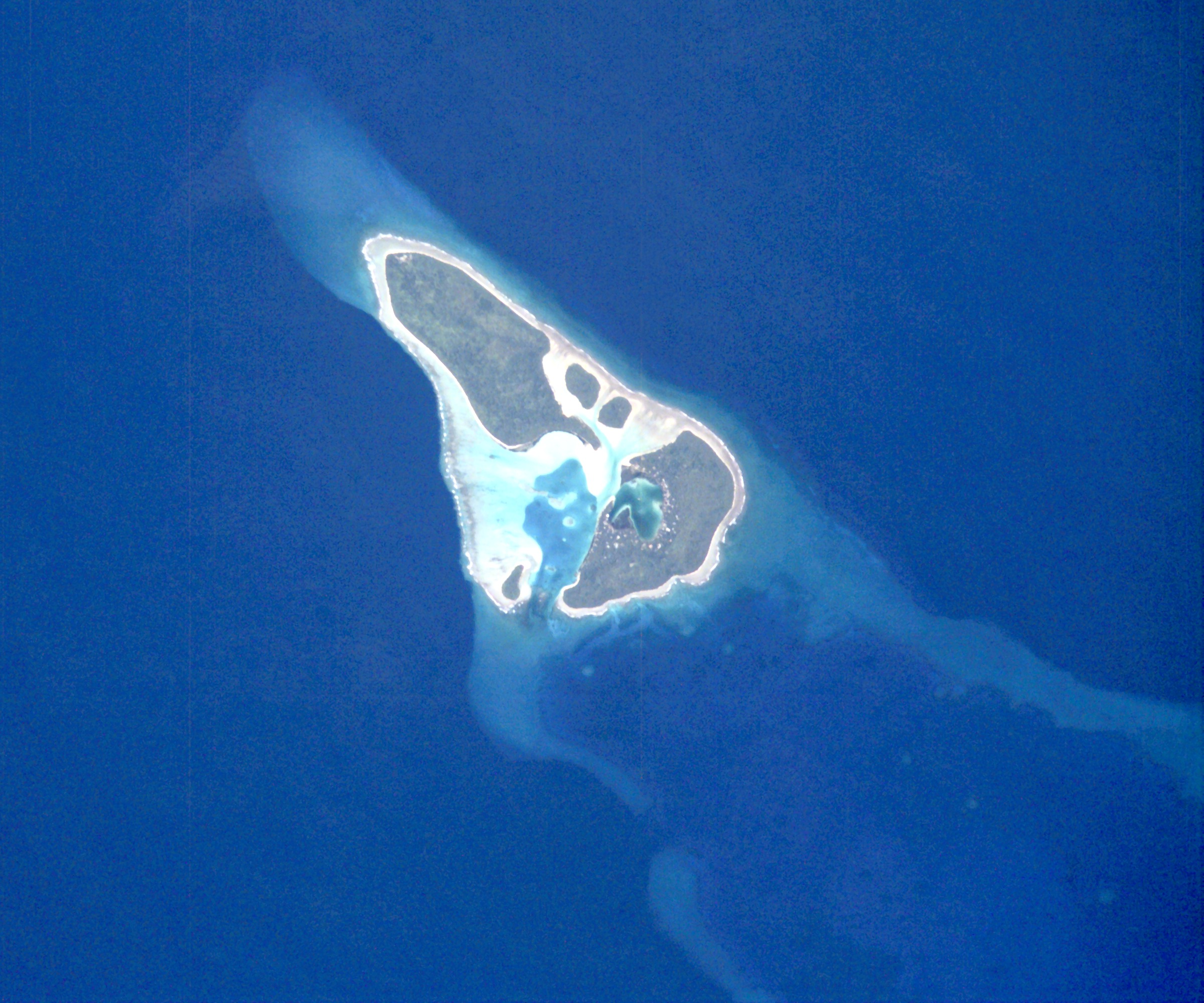
Jedna z wysp widziana z dużej wysokości

### Terytorium
- łącznie: 702 km²
- lądowe: 702 km²
- wodne: 0 km²
- wyłączna strefa ekonomiczna: 200 mil morskich
- morze terytorialne: 12 mil morskich

### Punkty ekstremalne
- Najwyższy punkt – Mount Nanlaud (782 m n.p.m.)
- Najniższy punkt – Ocean Spokojny (0 m n.p.m.)
- Najbardziej na północ – Mogmog, atol Ulithi, Yap
- Najbardziej na wschód – nienazwany przylądek na Kosrae
- Najbardziej na południe – atol Kapingamarangi, Pohnpei
- Najbardziej na zachód – atol Ngulu, Yap
- Rozciągłość archipelagu z zachodu na wschód wynosi 2 900 km.

Linia brzegowa ma długość 6 112 km

## Budowa geologiczna i rzeźba
Wyspy są zróżnicowane pod względem geologicznym. Zachodnia część Mikronezji jest pochodzenia kontynentalnego, gdzie wyspy zbudowane są ze sfałdowanych skał osadowych i wulkanicznych, głównie andezytów. Wyspy te wznoszą się średnio na 700 m n.p.m. W koralowych warstwach rozwinęły się formy krasowe. Centralne wyspy są pochodzenia wulkaniczno-koralowego, które wznoszą się do 450 m n.p.m. – Tol na atolu Truk. Wschodnie wyspy posiadają oliwinowo-bazaltowe podłoże, na którym wznoszą się stożki wulkaniczne z rozwiniętymi osadami koralowymi. We wschodnich wyspa wznosi się najwyższy szczyt kraju – Mount Nanlaud. Wyspy leżą na długim podmorskim grzbiecie wulkanicznym.

## Klimat
Mikronezja leży w strefie klimatów tropikalnych z równomiernymi, dość wysokimi temperaturami w ciągu roku. Opady deszczu są tu bardzo obfite. Pohnpei, z opadami rocznymi rzędu 8,4 m, jest jednym z najwilgotniejszych miejsc na świecie. Cyklicznie występują tu jednak pory suche - gdy El Niño przemieszcza się w rejon Zachodniego Pacyfiku, wody gruntowe opadają bardzo znacząco. W ciągu roku dużym niebezpieczeństwem, zwłaszcza dla nisko osadzonych atoli są tajfuny.
Średnie temperatury to wartości rzędu 26-27 °C. Maksymalna suma opadów sięga 4 500 mm rocznie, gdzie największe ilości są notowane na równiku.

## Roślinność
Wyspy porasta bujna roślinność na którą składają się przede wszystkim lasy tropikalne, które są bogate gatunkowe. Charakterystyczne są palmy i drzewa chlebowe. Wokół wysp rosną rafy koralowe.